# Kuurne-Bruxelles-Kuurne 2017
La Kuurne-Bruxelles-Kuurne 2017, settantesima edizione della corsa, valevole come evento dell'UCI Europe Tour 2017 categoria 1.HC, si svolse il 26 febbraio 2017 su un percorso di 200,7 km, con partenza e arrivo a Kuurne, in Belgio. La vittoria fu appannaggio dello slovacco Peter Sagan, che completò il percorso in 4h37'49" alla media di 43,194 km/h, precedendo il belga Jasper Stuyven e il britannico Luke Rowe.
Al traguardo di Kuurne furono 131 i ciclisti, dei 195 alla partenza, a portare a termine la competizione.

## Squadre e corridori partecipanti
| N.      | Cod. | Squadra                         |
| ------- | ---- | ------------------------------- |
| 1-8     | TFS  | Trek-Segafredo                  |
| 11-18   | SKY  | Team Sky                        |
| 21-28   | LTS  | Lotto-Soudal                    |
| 31-38   | KAT  | Team Katusha-Alpecin            |
| 41-48   | QST  | Quick-Step Floors               |
| 51-58   | BOH  | Bora-Hansgrohe                  |
| 61-68   | FDJ  | FDJ                             |
| 71-78   | ORS  | Orica-Scott                     |
| 81-88   | BMC  | BMC Racing Team                 |
| 91-98   | ALM  | AG2R La Mondiale                |
| 101-108 | TLJ  | Team Lotto NL-Jumbo             |
| 111-118 | CDT  | Cannondale-Drapac               |
| 121-128 | TBM  | Bahrain-Merida Pro Cycling Team |

| N.      | Cod. | Squadra                        |
| ------- | ---- | ------------------------------ |
| 131-138 | AST  | Astana Pro Team                |
| 141-148 | WVA  | WB Veranclassic Aqua Protect   |
| 151-158 | WGG  | Wanty-Groupe Gobert            |
| 161-168 | FVC  | Fortuneo-Vital Concept         |
| 171-178 | SVB  | Sport Vlaanderen-Baloise       |
| 181-188 | COF  | Cofidis                        |
| 191-198 | DEN  | Direct Énergie                 |
| 201-208 | ICA  | Israel Cycling Academy         |
| 211-218 | RNL  | Roompot-Nederlandse Loterij    |
| 221-228 | VWC  | Vérandas Willems-Crelan        |
| 231-238 | PSV  | Pauwels Sauzen-Vastgoedservice |
| 241-248 | CIB  | Cibel-Cebon                    |

## Ordine d'arrivo (Top 10)
| Pos. | Corridore           | Squadra      | Tempo    |
| ---- | ------------------- | ------------ | -------- |
| 1    | Peter Sagan         | Bora         | 4h37'49" |
| 2    | Jasper Stuyven      | Trek         | s.t.     |
| 3    | Luke Rowe           | Sky          | s.t.     |
| 4    | Tiesj Benoot        | Lotto-Soudal | s.t.     |
| 5    | Matteo Trentin      | Quick-Step   | s.t.     |
| 6    | Arnaud Démare       | FDJ          | a 6"     |
| 7    | Greg Van Avermaet   | BMC          | s.t.     |
| 8    | Oliver Naesen       | AG2R         | s.t.     |
| 9    | Zdeněk Štybar       | Quick-Step   | s.t.     |
| 10   | Baptiste Planckaert | Katusha      | s.t.     |